# Ентоні Міллер
Ентоні «Тоні» Дж. Міллер (англ. Anthony G. Miller; 1951) — шотландський професор, дослідник і ботанік. Він працює академічно в Королівському ботанічному саду в К'ю, а раніше — в Королівському ботанічному саду в Единбурзі.

## Вибрані публікації
- abdul wali al Khulaidi, anthony g. Miller, peter Furley. 2010. Environmental and Human Determinates of Vegetation Distribution. Ed. Lambert Acad. Publ. 420 pp. ISBN 3838394917, ISBN 9783838394916
- anthony g. Miller, miranda Morris. 2004. Ethnoflora of the Soqotra Archipelago. Ed. Royal Bot. Garden, Edinburgh, il. 759 pp. ISBN 1872291597, ISBN 9781872291598
- A.G.Miller, thomas a. Cope, j.a. Nyberg. 1996. Flora of the Arabian Peninsula and Socotra. Volumen 1. Ed. Edinburgh University Press. 586 pp. ISBN 0-7486-0475-8 en línea
- A.G.Miller, miranda Morris, susanna Stuart-Smith. 1988. Plants of Dhofar, the southern region of Oman: traditional, economic, and medicinal uses. Ed. Diwan of Royal Court, Sultanate of Oman. 361 pp. ISBN 0-7157-0808-2

## Присвяти

### Епоніми
- (Araceae) Philodendron milleri(інші мови) Croat(інші мови)[1]
- (Asclepiadaceae) Echidnopsis milleri(інші мови) Lavranos(інші мови)[2]
- A.G.Mill. є міжнародним науковим скороченням імені ботанічного автора: Ентоні Міллер.
Перегляньте таксони, приписувані цьому автору, в International Plant Names Index (IPNI).